# Мејвју (Мисури)
Мејвју (енгл. Mayview) град је у америчкој савезној држави Мисури.

## Демографија
По попису из 2010. године број становника је 212, што је 82 (-27,9%) становника мање него 2000. године.
| Група             | 2000.       | 2010.       |
| Белци             | 253 (86,1%) | 188 (88,7%) |
| Афроамериканци    | 28 (9,5%)   | 16 (7,5%)   |
| Азијати           | 0 (0,0%)    | 1 (0,5%)    |
| Хиспаноамериканци | 8 (2,7%)    | 2 (0,9%)    |
| Укупно            | 294         | 212         |